# Титрование по Карлу Фишеру

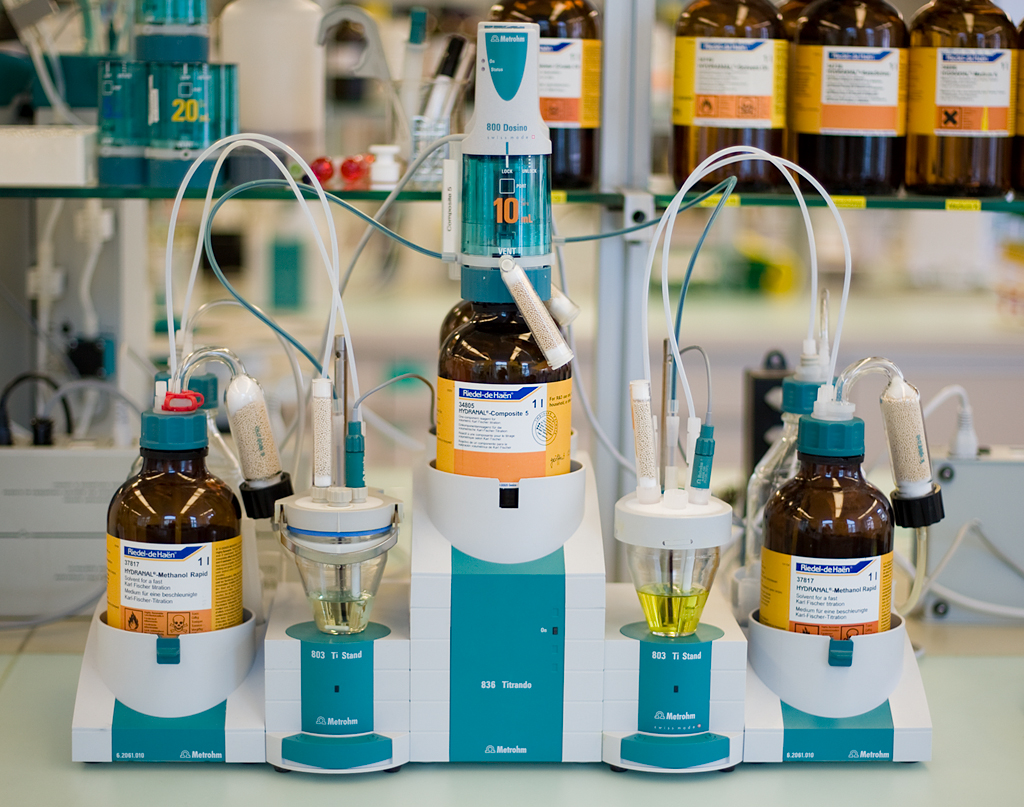
Титрование по Фишеру

Титрование по Карлу Фишеру — классический метод титрования в аналитической химии, используемый для определения малого количества воды в анализируемой пробе. Метод был разработан в 1935 году немецким химиком Карлом Фишером.
В настоящее время используются два варианта метода: кулонометрический и волюметрический (объёмный).

## Кулонометрический метод
Основная часть ячейки титрования заполнена анодным раствором, в который помещается проба анализируемого вещества. Анодный раствор (реактив Фишера) состоит из спирта (ROH), основания (B), оксида серы (SO2) и иода (I2). В качестве спирта обычно используют метанол или моноэтиловый эфир диэтиленгликоля, а в качестве основания — имидазол или пиридин.
Ячейка титрования также включает в себя катодную часть с катодным раствором (меньшего объёма), погружённую в анодный раствор. Эти две зоны разделены ион-проницаемой мембраной. Титрование проводится иодом I2, который образуется в растворе на платиновом аноде при прохождении через него электрического тока. В присутствии воды иод окисляет SO2, при этом один моль I2 взаимодействует с 1 моль H2O. Другими словами, 2 моль электронов реагируют с 1 моль воды:
B·I2 + B·SO2 + B + H2O → 2 BH+I− + BSO3
BSO3 + ROH → BH+ROSO3−
Точка эквивалентности, как правило, определяется бипотенциометрическим методом. В анодный раствор погружена пара контрольных платиновых электродов, между которыми пущен постоянный ток. Вблизи точки эквивалентности раствор содержит в основном I− и мало I2. В точке эквивалентности появляется избыток I2, что приводит к резкому падению напряжения между контрольными электродами и служит сигналом окончания титрования.
Суммарный заряд, пошедший на выделение иода, пропорционален содержанию воды в образце. Метод используется в основном для точного определения небольших количеств воды.

## Объемный метод
В волюметрическом титровании Фишера титрант, содержащий иод, добавляется из бюретки к титруемому раствору. Этот процесс подпадает под привычное понятие титрования (титрование — постепенное добавление титранта к титруемому раствору до достижения точки эквивалентности), поэтому оно иногда называется классическим титрованием КФ.
Этот тип определения воды получил наибольшее распространение в аналитических лабораториях, так как работает в широком диапазоне от 0,1 % до 100 %.
На российском рынке волюметрические титраторы Карла Фишера представлены[когда?] моделями:
- Mettler Toledo: DL31, DL38, V10, V20, V30, Easy KF;
- Kyoto Electronics: MKS 520, MKV 710;
- Metrohm Titrino: 701, Titrando 890, Titrino 870;
- Mitsubishi KF31.

### Реактивы Карла Фишера для волюметрического титрования
Волюметрическое титрование сводится к добавлению иодсодержащего титранта. Для протекания реакции иода с водой также необходимы спирт (или аналог) и органическое основание, которые могут содержаться как в титранте, так и в реактиве для титровальной ячейки.
В зависимости от состава реактивы Фишера бывают однокомпонентные и двухкомпонентные.
Однокомпонентный реактив Фишера (титрант) содержит в себе все реагирующие вещества: иод, имидазол, спирт, двуокись серы. В этом случае в титровальной ячейки необходима лишь среда для протекания реакции: спирт, хлороформ и др.
В двухкомпонентных реактивах Фишера взаимодействующие вещества распределены между титрантом и растворителем. Первый реактив (титрант) — это спиртовой раствор иода, а второй (растворитель) — это спиртовой раствор SO2 с имидазолом или пиридином.
Наибольшее распространение получили реактивы Honeywell, под торговой маркой Hydranal, и Merck, торговая марка Aquastar. Также на рынке представлены отечественные[прояснить] реактивы Карла Фишера достойного качества.
Однокомпонентные реактивы Фишера не устойчивы, и за год хранения в запечатанной бутыли титр может измениться на 0,5 мг/мл. Двухкомпонентные реактивы Фишера устойчивы при хранении и дают бо́льшую скорость титрования из-за избыточного содержания SO2 в растворителе.
Титранты Карла Фишера выпускаются с титром 1, 2 и 5 мг воды на 1 мл титранта.

### Стандартизация титранта
С течением времени концентрация титранта может меняться, так как входящий в его состав иод не устойчив под воздействием света, титрант поглощает влагу из атмосферы и реагирует на изменение температуры. Согласно ИСО 760, повышение температуры на 1 °C приводит к уменьшению концентрации иода на 0,1 %.
GLP рекомендует выполнять стандартизацию титранта каждые 4 часа в процессе работы, но при отсутствии изменений температуры и влажности в течение дня достаточно стандартизовать титрант каждый день перед началом работ. Для этого используют стандартные растворы воды или дигидрат тартрата натрия.
Если в качестве стандарта используется дигидрат тартрата натрия, то после внесения порошка в титровальную ячейку необходимо дождаться его полного растворения, обычно это занимает 2—3 минуты (раствор станет прозрачным). В противном случае при титровании мутного раствора будут получены неправильные результаты.

## Преимущества анализа
Популярность титрования по методу Карла Фишера обусловлена в значительной степени рядом практических преимуществ, которые имеет данный метод над другими методами определения влажности, в том числе:
- Высокая точность и воспроизводимость
- Селективность по воде
- Малые количества необходимых образцов
- Лёгкая пробоподготовка
- Малое время анализа
- Практически неограниченный диапазон измерения (1 ppm до 100 %)
- Пригоден для анализа:
  - Твёрдых веществ
  - Жидкостей
  - Газов
- Независимость от наличия других летучих веществ
- Пригодность для автоматизации

Наиболее важное преимущество метода титрования по Карлу Фишеру над термическими (потеря массы при прокаливании) — его специфичность для воды. Потери при прокаливании показывают суммарное содержание всех летучих компонентов.
Для обоих вариантов анализа разработаны автоматические титраторы.

## Некоторые нормативные документы
- ГОСТ Р 54284-2010 Нефти сырые. Определение воды кулонометрическим титрованием по Карлу Фишеру.
- ГОСТ Р 52795-2007 Кофе жареный молотый. Определение массовой доли влаги. Метод Карла Фишера.
- ГОСТ Р 54281-2010 Нефтепродукты, смазочные масла и присадки. Метод определения воды кулонометрическим титрованием по Карлу Фишеру.
- ОФС.1.2.3.0002.15 Определение воды